# Pradas de Vernasòbre
Pradas de Vernasòbre (en francès Prades-sur-Vernazobre) és un municipi oocità del Llenguadoc, de la regió d'Occitània, al departament de l'Erau.